# Answers to Nothing
Answers to Nothing è un album del cantante scozzese Midge Ure, pubblicato nel 1999 dall'etichetta discografica Chrysalis.
L'album è stato prodotto dallo stesso Midge Ure e conteneva un duetto con Kate Bush nella canzone Sister and Brother.

## Tracce
CD (Chrysalis 259 303)
1. Answers to Nothing – 4:34 (Midge Ure)
2. Take Me Home – 3:04 (Midge Ure)
3. Sister and Brother (feat. Kate Bush) – 5:55 (Mige Ure)
4. Dear God – 5:00 (Midge Ure)
5. The Leaving (So Long) – 4:16 (Midge Ure)
6. Just for You – 4:39 (Midge Ure)
7. Hell to Heaven – 4:04 (Midge Ure)
8. Lied – 4:52 (Midge Ure)
9. Homeland – 4:41 (Midge Ure)
10. Remembrance Day – 4:27 (Midge Ure)

## Classifiche
| Classifica (1988) | Posizione raggiunta |
| ----------------- | ------------------- |
| Regno Unito       | 49                  |